# الطريق الجهوية رقم 99 (تونس)
الطريق الجهوية رقم 99 أو ط ج 99 طريق ثانوية تونسية تمر عبر الطريق الوطنية رقم 3 وتصل بين الطريق الجهوية رقم 46 والطريق الجهوية رقم 87 تحديدًا مدينة القيروان.